# Ranviers nod
Ranviers nod, uppkallad efter den franske upptäckaren Louis-Antoine Ranvier, är ett mellanrum mellan två myelinskidor längs ett axon. Detta mellanrum innehåller spänningskänsliga jonkanaler.